# Univerzális grammatika
Az univerzális grammatika (UG) elmélete szerint az emberi nyelv mögött egy alapvető nyelvtani szerkezet húzódik meg; ezek az idegi áramkörök teszik lehetővé bármely emberi nyelvtan elsajátítását.

## Chomsky elmélete és az előzmények
A 20. századi nyelvtudomány szüntelenül hangsúlyozta a világ nyelveinek sokféleségét. Emellett az 1950-es években az uralkodó társadalomtudományi irányzat még a behaviorizmus volt, olyan vezetőkkel, mint B. F. Skinner, aki a viselkedést inger-válasz tanulási mechanizmusok néhány törvényével magyarázta meg, és ugyanezt a mechanizmust vélték felfedezni a nyelvtan elsajátításában is. Ez ebben az esetben azt jelenti, hogy a genetika nem szól bele a tanulásba, hanem csak és kizárólagosan a környezetből, utánzás és megfigyelés útján történik az elsajátítása.

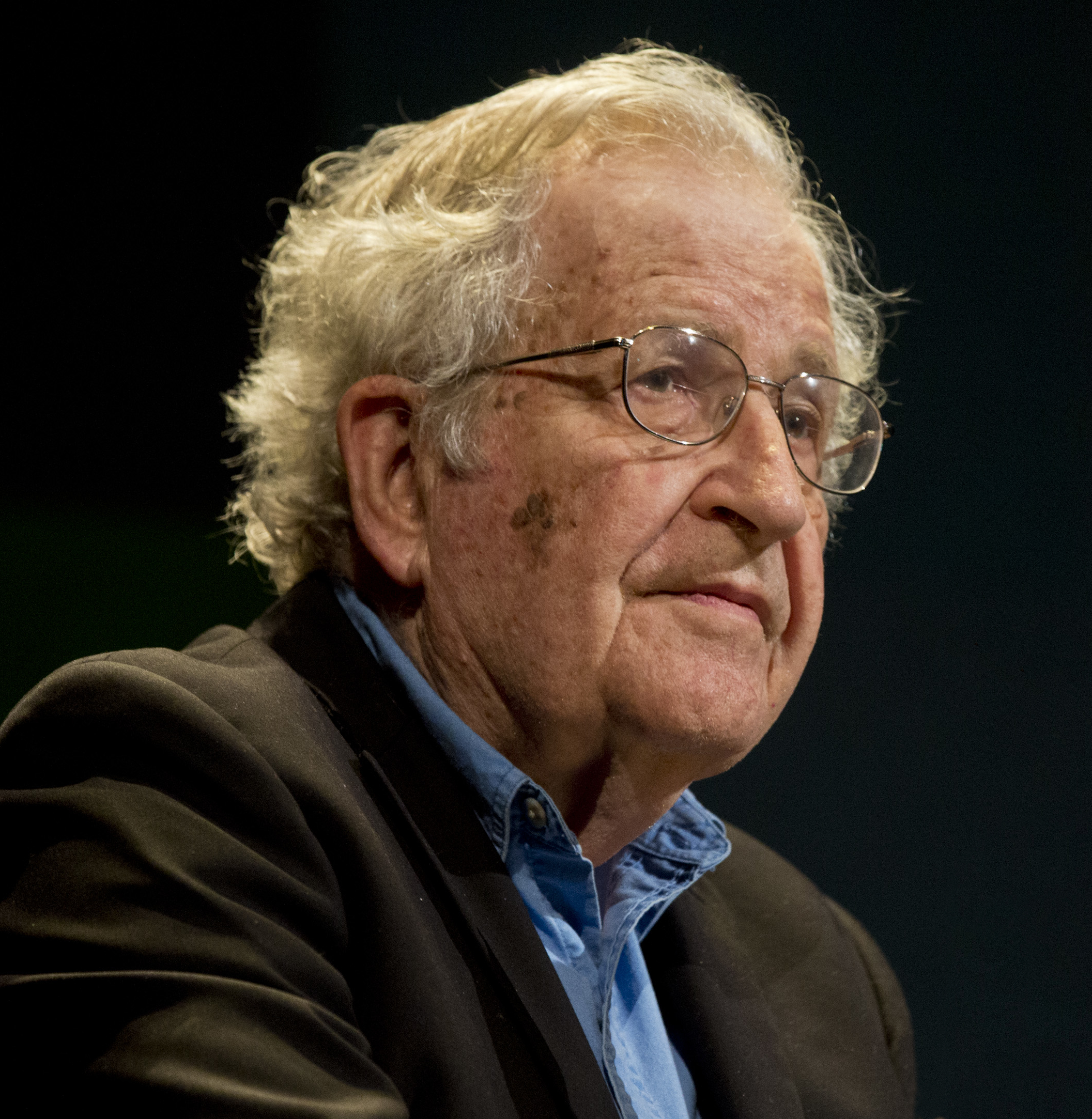
Noam Chomsky 2015-ben

Noam Chomsky azonban a generatív nyelvtan elképzelésével teljesen új pillérekre helyezte a nyelvkutatást. Munkásságában arra világított rá, hogy minden nyelv hasonló, és alapjaiban ugyanazok az univerzálék határozzák meg azokat. Pontosan ezért a régi mondatelemzési formákat többféle szempontból is elégtelennek tartja: főként azért, mert figyelmen kívül hagyták a nyelvtani szerkezet „mély” és „felszíni” szintjei közötti különbséget. A generatív nyelvtan egyik legfontosabb célkitűzése, hogy olyan mondatelemzési eszköztárat nyújtson, amely figyelembe veszi a mögöttes strukturális szintet. Ezért Chomsky különbséget tett egy nyelv szabályainak ismerete és a nyelv tényleges használata között. Az elsőt kompetenciának, a másodikat performanciának nevezte.
A beszélők a kompetenciájukat használva jelentősen meghaladják bármely korpusz korlátait, hiszen képesek soha nem hallott mondatok létrehozására és felismerésére, valamint arra, hogy azonosítsák a performanciahibákat. Ezért a nyelv nem lehet csak a válaszok kínálata az agyban: lenni kell valamilyen programnak vagy rendszernek, amely véges számú szóból végtelen számú mondatot képes felépíteni. Ez a program lehet a mentális nyelvtan. A végtelen számú új mondat azonban véges szabályrendszer és egyetlen nyelvtan segítségével jön létre.
A másik érv, ami Chomsky mellett szól, hogy a gyermekek nagyon gyorsan kifejlesztik magukban ezeket a bonyolult nyelvtanokat, és következetes módon, jól használják új kombinációkban. Senki nem tanítja nekik, hogyan működik az UG, ennek ellenére tiszteletben tartják; ebből következően a képesség ösztönös. Jó példa erre, hogy gyerekek csak általánosítanak a szüleik mondataira, nem pedig pontosan ugyanazokat ismétlik meg.
Az univerzális grammatika olyan elvrendszer, amely körülhatárolja a lehetséges grammatikák osztályát azáltal, hogy meghatározza a speciális grammatikák felépítését (az azokban lévő komponenseket, ezek egymáshoz való viszonyát, a komponensekben szereplő szabályok formáját, egymásra hatásuk mikéntjét stb.). És e mellett a nyelvi képesség biológiai meghatározottságára vonatkozó empirikus hipotézisek halmaza.
Egy grammatikában sok komponens van, sokféle szabály, mindegyik sajátos jellegzetességekkel rendelkezik, s az UG elméletének pontosan meg kell határoznia e komponensek természetét, és kölcsönhatásuk jellegét. Az UG szigorúan korlátozza a lehetséges szabályrendszerek választékát. Ez azonban azt jelenti, hogy a megengedett szabályok nem képesek részletesen kifejezni, hogy hogyan funkcionálnak, és azt is jelenti, hogy e szabályok általában többet generálnak a kelleténél. Lehetetlen magukba a szabályokba belefoglalni az alkalmazásukkor elengedhetetlen megszorításokat. Az UG tehát nem grammatika, hanem a grammatikák elmélete, egyfajta metaelmélet vagy grammatikaséma.

## A Standard Társadalomtudományi Modell megcáfolása
Elméletével merőben nagy fordulatot hozott, és a huszadik század egyik kiemelkedő elméletét, a Standard Társadalomtudományi Modellt támadta, ami szerint az elme evolúciósan kialakult szerkezete néhány általános célú, tartalomfüggetlen mechanizmusból áll (pl. tanulás, induktív következtetés, intelligencia, utánzás). Ebben a megközelítésben ugyanazok a mechanizmusok határozzák meg, hogy hogyan sajátítjuk el a nyelvet, hogyan tanuljuk meg felismerni az érzelemkifejezéseket, hogyan sajátítunk el bizonyos attitűdöket – az észlelés kivételével mindent. Ezért tartalomfüggetlen vagy területáltalános mechanizmusokként szokták jellemezni ezeket. A kognitív pszichológia, az evolúciós biológia és az idegtudományok fejlődése megmutatta, hogy az elme fenti leírása gyökeresen elhibázott. Az új nézet szerint minden normális emberi elmében kifejlődik a gondolkodó és szabályozó áramkörök alapvető együttese; ezek funkcionálisan specializálódtak, és gyakran területspecifikusak.

## Példák az univerzális grammatika létezésére
A meggyőző példák egyike Jenny Singelton és Elissa Newport egy Simon álnévvel jelölt, 9 éves, teljesen siket gyermek vizsgálatával kapcsolatos. Simon szülei, akik szintén siketek, 15, illetve 16 éves korukig nem tanulták a jelnyelvet, ezért később már nem tudták tökéletesen elsajátítani azt. Ebben a nyelvben is megvan a lehetőség arra, hogy például egyes kifejezéseket a mondat elejére vagy a végére lehessen tenni, attól függően, mit akarunk kiemelni, vagy hogy toldalékkal, képzővel lássuk el a szavakat. A szülők nagyon ritkán használtak kiemelt szószerkezeteket, és ha használták is, csak torz formában. (Például: Elvist, őt tényleg szeretem.) Bár Simon csupán a szülei eléggé hiányos ASL-jelelésével találkozott, sokkal jobb eredményt mutatott a jelek használatában, mint ők. Valahogy képes volt kirekeszteni a szülei nyelvi helytelenségének „zaját”. Simon fölénye a szüleivel szemben kiváló példa a kreolizációra.
Egy másik nagyon jó és közkedvelt példa a pidzsin–kreol nyelv.

## Nyelvek hasonlósága
Chomsky azon állítása, hogy egy marslakó szemszögéből minden ember ugyanazt a nyelvet beszéli, azon a felfedezésen alapul, hogy a világ minden nyelve mögött ugyanaz a szimbólummanipuláló rendszer húzódik meg. A nyelvészek már régóta tudják hogy a nyelv alapvető jellemzői mindenhol megtalálhatóak. A közös nyelvtani kód, mely semleges a nyelvi produkció és a megértés tekintetében, lehetőséget ad a beszélőnek arra, hogy bármilyen nyelvi megnyilatkozást létrehozzanak, amit meg tudnak érteni, és fordítva.  A szavak jelentése állandó, önkényes konvenció által kötött. A beszédhangokat a nyelvhasználók diszkrét, nem folyamatos egységnek tekintik: egy hang, mely akusztikailag valahol félúton van a „papa” és a „baba” között, nem azt jelenti, hogy a szó jelentése is félúton van a „papa” és a „baba” között.
A szókészlet mellett a nyelv néhány tulajdonságát az univerzális grammatika nem szabja meg. Ezek parametrikusan változhatnak a különböző nyelvekben. Például minden nyelv eldöntheti, hogy az alany kötelező mondatrész lesz-e. Tehát van egy mondattani, alaktani és fonológiai szabályokra alapuló közös tervezet, és néhány változó paraméter, egy lista a választható változatokról. A paraméterek eltérő beállítása messzemenő következményekkel jár nyelv felszíni megjelenésére nézve.

## Nyelvek különbségének okai
A nyelvek különbségei, hasonlóan a fajok közötti különbségekhez, három folyamat hatásainak köszönhetők, melyek hosszú idő alatt érvényesülnek.
1. nyelvi innováció vagy variáció: Ilyenek az elterjedő újítások, amelyek sok forrásból táplálkozhatnak. Például: új zsargon, beszédstílus, jövevényszavak, jövevényszavak újraelemzés … 
2. tanulás képessége vagy öröklődés: A tanulás képessége nem azzal magyarázható, mint régen sokan gondolták, hogy az evolúció csúcspontjaként kiemelkedtünk az ösztönvilágból, hanem pontosan, hogy több örökletes ösztönünk van. Az evolúcióelmélet, számítógépes szimulációk által támogatva, kimutatta, hogy amikor egy környezet stabil, szelekciós nyomás nehezedik a szerzett képességekre, és hatásukra ezek veleszületett tulajdonságokká válnak. Ez azért van így, mert ha a képesség veleszületett, akkor már az élőlény korai szakaszában kibontakozhat.
3. migráció vagy elkülönülés: Harmadik összetevő, a beszélők csoportjainak elvárása egymástól, amikor is a sikeres újítások nem kerülnek el mindenhová, hanem a különélő beszédközösségekben halmozódnak fel.

## A témával foglalkozó személyek közül páran
Noam Chomsky, Eric Lenneberg, George Miller, Roger Brown, Morris Halle, Alvin Liberman.

## További hivatkozások
- Az elmélet egy anyanyelv-elsajátítási alapú kritikájának rövid bemutatása (Nyest.hu, 2011. április 18.)